# Sequoia (Automarke)
Sequoia war eine US-amerikanische Automarke.

## Unternehmensgeschichte
Gilbert E. Porter wohnte 1926 in Glendale in Kalifornien. Dort stellte er Automobile her. Der Markenname lautete Sequoia. Insgesamt verkaufte er zwei Fahrzeuge. Probleme mit einem Subunternehmer verhinderten eine größere Anzahl.

## Fahrzeuge
Das Fahrgestell hatte 249 cm Radstand. Ein Sechszylindermotor trieb die Fahrzeuge an. Sie waren als zweisitzige Roadster karosseriert. Auffallend waren die dreiteilige Windschutzscheibe mit Sonnenblende und das Bootsheck. Der Kühlergrill war modisch als Spitzkühler ausgelegt. Der Neupreis betrug 3000 US-Dollar.